# Atalena Loliha
Atalena Napule Gaspore Loliha (1º febbraio 1997) è una mezzofondista e maratoneta sudsudanese, detentrice dal 2022 del record nazionale degli 800 metri piani con il tempo di 2'18"84.

## Biografia
Già selezionata per la squadra degli Atleti Rifugiati per i campionati mondiali di Eugene 2022, ai quali però non prese parte, il suo primo successo a livello internazionale risale al 2023, quando si classifica terza alla maratona di Dodoma, in Tanzania.
Nel 2024 vince con il tempo di 1h14'36" la mezza maratona ai Giochi panafricani di Accra, diventando la prima atleta sudsudanese a portare in patria una medaglia d'oro dei Giochi. Lo stesso anno si classifica quinta alla maratona di Lagos, gara inserita nella categoria Elite delle World Athletics Label Road Races, e terza alla maratona di Stoccolma.

## Record nazionali
- 800 metri piani: 2'15"84 ( Nairobi, 26 aprile 2022)

## Palmarès
| Anno | Manifestazione     | Sede  | Evento         | Risultato | Prestazione | Note |
| ---- | ------------------ | ----- | -------------- | --------- | ----------- | ---- |
| 2024 | Giochi panafricani | Accra | Mezza maratona | Oro       | 1h14'36"    |      |

## Altre competizioni internazionali
2023
- 4ª alla Kigali International Peace Marathon ( Kigali), mezza maratona - 1h14'41"

2025
- 5ª alla maratona di Lagos ( Lagos) - 2h40'13"
- Bronzo alla maratona di Stoccolma ( Stoccolma) - 2h33'22"